# Базиликата
Базилика̀та (на италиански: Basilicata, старо име Лукания, Lucania) e административен регион в Южна Италия. Заема площ от 9992 km². Административен център е град Потенца.
Включва две провинции – Потенца и Матера. Други важни градове, освен двата центъра на Потенца и Матера, са Поликоро, Мелфи и Пистичи. Регионът граничи на север и изток с Пулия, на север и запад с Кампания, на юг с Калабрия, на югозапад с Тиренско море, на югоизток с Йонийско море.

## Население
Броят на населението според преброяванията през годините, по провинции:
|         | 1991    | 2001    | 2011    |
| Общо    | 610 528 | 597 768 | 578 036 |
| Матера  | 208 985 | 204 239 | 200 101 |
| Потенца | 401 543 | 393 529 | 377 935 |